# Karsella
Karsella es un género de foraminífero bentónico de la subfamilia Dictyoconinae, de la familia Orbitolinidae, de la superfamilia Orbitolinoidea, del suborden Orbitolinina y del orden Loftusiida. Su especie tipo es Karsella hottingeri. Su rango cronoestratigráfico abarca desde el Thanetiense (Paleoceno superior) hasta el Ilerdiense (Eoceno inferior).

## Discusión
Clasificaciones previas incluían Karsella en el suborden Textulariina del orden Textulariida o en el orden Lituolida.

## Clasificación
Karsella incluye a la siguiente especie:
- Karsella hottingeri †